# Phryganopteryx perineti
Phryganopteryx perineti là một loài bướm đêm thuộc phân họ Arctiinae, họ Erebidae.